# Suboi
Hàng Lâm Trang Anh (sinh ngày 14 tháng 1 năm 1990), thường được biết đến với nghệ danh Suboi, là một nữ rapper, ca sĩ kiêm nhạc sĩ sáng tác ca khúc và diễn viên người Việt Nam. Cô được mệnh danh là "nữ hoàng nhạc hip-hop" tại Việt Nam.
Sinh ra và lớn lên tại Thành phố Hồ Chí Minh, Suboi tiếp cận và yêu thích dòng nhạc hip hop kể từ khi cô chỉ mới 14 tuổi và bắt đầu trình diễn rap từ lúc 15 tuổi và sau đó cô nhanh chóng trở thành một trong những rapper nổi tiếng trong giới underground hip hop. Năm 19 tuổi, sau một lần thu âm cùng rapper Rapsoul và KraziNoyze, Suboi đã gây chú ý cho nhạc sĩ Dương Khắc Linh, người sau này đã mời cô gia nhập hãng đĩa Music Faces. Năm 2009, Suboi giành được nhiều chú ý từ khán giả sau hai ca khúc "Xin hãy thứ tha" và "Girls' Night", hợp tác cùng Hồ Ngọc Hà, đẩy mạnh việc ra mắt album đầu tay của mình, Walk năm 2010, giúp cô trở thành nữ rapper đầu tiên đạt được thành công tại Việt Nam. Năm 2012, cô kết thúc hợp đồng với Music Faces và trở thành ca sĩ tự do. Album phòng thu thứ hai của cô, Run, sau nhiều lần trì hoãn đã được phát hành vào tháng 5 năm đó.
Suboi là nghệ sĩ Việt Nam đầu tiên có banner riêng trên Apple Music và được biểu diễn tại Liên hoan South by Southwest, một trong những lễ hội âm nhạc thường niên lớn nhất nước Mỹ. Năm 2017, cô xuất hiện trên trang bìa của tạp chí Forbes Asia sau khi được lọt vào Danh sách 30 người trẻ tuổi ảnh hưởng nhất châu Á của năm và cũng là nghệ sĩ Việt Nam đầu tiên góp mặt vào danh sách này. Năm 2019, cô trở thành một trong sáu đại diện châu lục duy nhất xuất hiện trong phim tài liệu về nền văn hóa hip-hop châu Á mang tên Asia rising – The next generation of hip hop trên kênh phương tiện truyền thông đại chúng 88rising của Hoa Kỳ, đồng thời cũng là rapper Việt Nam đầu tiên có video âm nhạc được đăng tải trên nền tảng giải trí này.

## Cuộc đời và sự nghiệp

### 1990–2004: Những năm thiếu thời
Hàng Lâm Trang Anh sinh ra trong một gia đình trung lưu tại Thành phố Hồ Chí Minh, Việt Nam. Cô được những người bạn cấp hai gọi là "Suboi", trong đó, "Su" là tên riêng do gia đình cô đặt, còn "boi" thì được bạn bè ghép thêm bởi tính cách tomboy (hành xử như một người con trai) của mình.
Cô trở nên hâm mộ nhạc hip hop từ năm 14 tuổi cũng như bắt đầu trau dồi vốn tiếng Anh của mình bằng việc nghe và rap theo Eminem hay Will Smith. "Khi tôi bắt đầu sự nghiệp của mình, không ai thực sự biết 'rap' là gì. Vì thế tôi không biết người Việt Nam sẽ phản ứng như thế nào về nó. Nếu bạn đến Mỹ, họ có rất nhiều nhạc rap tại đó, nhưng tại đây, văn hóa và ngôn ngữ của chúng tôi không giống họ. Tôi không hề có bất cứ ví dụ nào tại Việt Nam để lấy cảm hứng cả," Suboi chia sẻ về sự khó khăn trong việc khởi nghiệp với dòng nhạc hip hop tại quê hương của mình.

### 2005–2011: Khởi đầu sự nghiệp vàWalk
Suboi sáng tác hát bài hát đầu tiên của mình vào năm 15 tuổi. Năm 17 tuổi, cô tham gia nhóm nhạc 3N rồi trở thành rapper kiêm nhạc sĩ của nhóm nu-metal Winfield biểu diễn tại các trường. Cô nhanh chóng trở nên nổi tiếng và được tôn trọng trong giới underground hip hop tại Việt Nam. Năm 19 tuổi, Suboi được phát hiện bởi nhạc sĩ Dương Khắc Linh sau buổi thu âm ca khúc "Rock with it" cùng Rapsoul và KraziNoyze và được mời ký hợp đồng nghệ sĩ độc quyền cho hãng Music Faces.
Càng ngày Suboi càng được nhiều người công nhận nhất là sau khi cô được mời trình diễn rap cho các bài hát "My Apology" và "Girls' Night" của ca sĩ nhạc pop Hồ Ngọc Hà vào năm 2009.
Lúc 20 tuổi, Suboi cho phát hành cuốn album đầu lòng WALK vào tháng 8 năm 2010 mà rất được ưa chuộng bởi các người ủng hộ trung thành cũng như giới phê bình nhạc ở Việt Nam.

### 2012–2014:Run
Sau khi chia tay với hãng sản xuất nhạc Music Faces 2012, Suboi mở hãng nhạc riêng của mình, Suboi Entertainment.
Suboi đã đăng tải đoạn trích 55 giây của "Run" lên tài khoản Soundcloud của mình năm 2012. Cuối năm 2012, Suboi tuyên bố ra mắt album phòng thu thứ hai của mình mang tên Run. Nhưng bị trì hoãn do trục trặc ở khâu thiết kế và in ấn dù phần nội dung đã được hoàn thành từ lâu. Cô tiếp tục cho rằng album sẽ chắc chắn được phát hành vào tháng 4 năm 2013 và sẽ không bị "triển hạn." Tuy nhiên, album vẫn tiếp tục bị trì hoãn.
Tháng 4 năm 2013, Suboi cùng rapper người Anh Lady Leshurr đã tổ chức buổi diễn mang tên Suboi - Lady Leshurr Concert.
Tháng 9 năm 2014, Run mới chính thức được ra mắt độc quyền trên iTunes của 109 quốc gia. Album được cô miêu tả là "đậm chất hip hop hơn" kèm theo dubstep và xoay quanh những trải nghiệm của cô trong hai năm sinh sống. Ban đầu, Run đã được cô dự định phát hành dưới dạng đĩa in nhưng không thành công do tình hình tài chính trong thời điểm cô còn làm việc với những người cũ.

### 2015–2020: Hoạt động điện ảnh vàRap Việt
Năm 2015, Suboi có buổi diễn tại lễ hội âm nhạc CAAM (Center for Asian Amercian Media), được tổ chức tại thành phố San Francisco (Mỹ). Đêm nhạc nằm trong tour diễn đầu tiên của cô tại thị trường âm nhạc khó tính này. Suboi sau đó tham dự lễ hội âm nhạc South by South West (SXSW). Đây là lễ hội về nghệ thuật lớn bao gồm các hoạt động về âm nhạc và phim ảnh, được tổ chức thường niên tại Austin, Texas, Mỹ.
Năm 2016, tham gia phim điện ảnh Siêu trộm với vai diễn Vi gấy ấn tượng lớn với công chúng. Hiện tại cô đang là ca sĩ độc lập. Ngày 22 tháng 5 năm 2016, Suboi ngay lập tức thu hút sự chú ý của giới truyền thông quốc tế sau khi đọc rap cho Tổng thống Hoa Kỳ Barack Obama tại buổi hỏi đáp với các nhà lãnh đạo trẻ tại Thành phố Hồ Chí Minh, một phần trong chuyến thăm Việt Nam của ông. Cuộc trao đổi ngắn giữa Suboi và Tổng thống Barack Obama khiến ông suy ngẫm về lịch sử của nhạc rap và tầm quan trọng của nghệ thuật đối với một quốc gia.
Năm 2019, Suboi công bố hình ảnh làm mẹ và danh tính người chồng của mình đó chính là nhà sản xuất Nodey.
Năm 2020, cô nhận lời trở thành huấn luyện viên Rap Việt, một trong những chương trình có rating cao nhất Việt Nam.

### 2021-nay:No nê,rút lui và trở lạiRap Việt
Năm 2021, cô bất ngờ thông báo rút khỏi vai trò huấn luyện viên của Rap Việt mùa 2 để tập trung cho những sản phẩm âm nhạc của riêng mình.  Một trong số đó chính là màn hợp tác xuyên quốc gia với nghệ sĩ điển trai Gavin D đến từ Thái Lan với bài hát chủ đề của giải Liên Quân Mobile vô địch thế giới - Arena of Valor World Cup 2021 mang tên "TOGETHER", ra mắt vào ngày 8 tháng 7 năm 2021.
Ngày 15 tháng 7 năm 2021, Suboi phát hành album phòng thu thứ ba của mình sau 7 năm, có tựa đề là No nê.
Vào năm 2023, cô trở lại Rap Việt mùa 3 với vai trò giám khảo.

## Phong cách nghệ thuật

### Ảnh hưởng

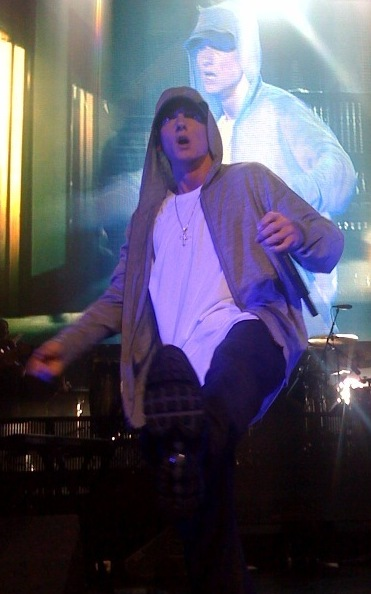
Eminem, một trong những người có ảnh hưởng đầu tiên đến Suboi.

Chia sẻ về những nguồn cảm hứng của mình trong buổi phỏng vấn của mình với trang AnyArena.com, Suboi đã nói: "Tôi không thể xác định được một phong cách hay một nghệ sĩ [mà tôi hâm mộ] nhưng tôi là fan của Mos Def, Da Brat, Snoop Dogg, Aaliyah, Foxy Brown và mới đây nhất là Azealia Banks. Tôi đồng thời cũng rất thích những tác phẩm hay của Norah Jones, Bob Marley, Erykah Badu, cho đến nghệ sĩ Đức Kool Savas, Xavier Naidoo,... âm nhạc của những nghệ sĩ này đều đóng một vai trò rất quan trọng trong cuộc sống tôi." Ngoài ra, Thugs-n-Harmony và Missy Elliott đều là hai nghệ sĩ được cô mến mộ. Nhóm Linkin Park, Rakim, Will Smith và Mos Def trở thành những nghệ sĩ ảnh hưởng đến phong cách rap của cô.
Suboi chia sẻ về một trong những thần tượng của mình, Eminem. "Anh ấy lúc nào cũng chửi thề – vì vậy mà tiếng Anh của tôi lúc nào cũng rất xấu và thô tục, tôi nhớ rằng có một ca khúc mà anh ấy viết cho vợ cũ, Kim: 'Bitch, I'm-a kill you, you don't wanna fuck with me.' (tạm dịch: 'Con quỷ cái, tao sẽ giết mày, mày không muốn đùa cợt với tao đâu.') Đó là những thứ đầu tiên mà tôi được học."
Bài hát đầu tiên gây ảnh hưởng đến Suboi là "Black Suits Comin' (Nod Ya Head)" trình bày bởi Will Smith, "Tôi đã nghe rất nhiều ca khúc từ pop đến rock và hip-hop, nhưng 'Nod Ya Head' thật sự làm tôi hứng thú. Bài hát tràn đầy năng lượng, tôi đã nghiện ngay ca khúc chỉ lần đầu sau khi xem trên TV." Đồng thời, đĩa rap đầu tiên mà cô từng mua cũng đến từ Smith.
Lời bài hát của Suboi thường đề cập đến danh tính "Saigonese".

### Phong cách âm nhạc và chủ đề
Suboi tự mô tả âm nhạc của mình là "một hỗn hợp gồm các thể loại hip-hop khác nhau", hiện tại, phong cách của cô mang hơi hướng "old-school và chill phối hợp cùng các thể loại khác nhau". Suboi chia sẻ: "Trong album của tôi, tôi luôn thử một chút ít từ mọi thứ. Từ Walk đến RUN, là một bước ngoặt lớn trong việc tôi thể hiện lời và giai điệu của mình."
Các sáng tác của cô thường có chủ đề về gia đình, bạn bè, tình yêu, hy vọng, áp lực từ dư luận và các chất gây nghiện. Cô chia sẻ: "Tôi thường viết về gia đình của tôi, bạn bè của tôi, tình yêu và những hi vọng. Đây cũng là cách mà tôi trò chuyện với họ cũng như trò chuyện với những người trẻ như tôi, một cách gần gũi hơn, vì vậy, tôi rất hạnh phúc khi thấy mọi người cảm nhận được những bài hát ấy."

## Đời tư
Trong năm 2019 cô đã tiết lộ rằng mình mang thai cô con gái đầu lòng. Vào năm 2020, Suboi tiết lộ có bạn trai tên Dôn Nguyễn (nghệ danh Nodey) là nhà sản xuất âm nhạc người Pháp gốc Việt. Bố mẹ Nodey là người Việt nhưng anh sinh ra và lớn lên ở Paris. Ngoài sản xuất nhạc, Nodey cũng từng làm DJ, sáng tác nhạc, chủ yếu là thể loại hip-hop.

## Hình tượng công chúng
Suboi được Kate Hodal từ báo The Guardian nhận xét là "thẳng thắn" trong buổi phỏng vấn với Suboi tại Thành phố Hồ Chí Minh năm 2013.
Cô có một hình xăm tên "Sài Gòn" trên cổ tay của mình, chia sẻ về hình xăm này, cô nói: "Vì em là con của Sài Gòn mà. Em sinh ra ở đây và chưa bao giờ đi đâu thật xa và thật lâu cả. Sài Gòn có ý nghĩa trong em lắm. Nên em xăm hai chữ Sài Gòn nho nhỏ thôi, trên cổ tay làm kỉ niệm. Mà chữ S cũng là chữ Su, tên ở nhà của Hàng Lâm Trang Anh, là em."
Khi còn là thanh thiếu niên, quần áo khi trình diễn của cô chỉ bao gồm áo tank top và quần ống rộng. Như trong buổi phỏng vấn của mình với Người đẹp Việt Nam, nhà báo Thành Nhân nhận thấy Suboi khá "khô khan" khi vẫn mặc áo thun, quần jean, giày sneaker và để tóc xù bung ra trong buổi phỏng vấn. Giải thích về điều này, cô có chia sẻ rằng cô muốn "tạo ra phong cách riêng [...] cho phù hợp với tính cách" bằng jean sporty, giày sneaker và áo khoác. Sau tuổi 23, cô bắt đầu thể hiện vẻ ngoài nữ tính và gợi cảm hơn, "nhưng mạnh mẽ hơn nhiều," cô chia sẻ.
Suboi đã trở thành gương mặt đại diện cho Adidas, Samsung, YoMost và Kotex bởi hình ảnh trẻ trung của mình. Ngoài ra, cô cũng làm người mẫu cho dự án Kenzo x H&M cùng dàn sao quốc tế, Suboi là cô gái Việt Nam đầu tiên xuất hiện trong những thiết kế đang gây sốt của Kenzo năm 2017. và là nghệ sĩ Việt duy nhất góp mặt trong tạp chí thời trang Vogue Nhật vừa đăng ảnh bìa số tháng 4/2019 với chuyên đề "Asia Rising" .

## Danh sách đĩa nhạc

### Album phòng thu
| Tên   | Chi tiết                                                                                            |
| ----- | --------------------------------------------------------------------------------------------------- |
| Walk  | - Phát hành: 1 tháng 8 năm 2010 - Hãng: Music Faces - Định dạng: Tải nhạc, phát trực tuyến, CD      |
| Run   | - Phát hành: 24 tháng 9 năm 2014 - Hãng: Suboi Entertainment - Định dạng: Tải nhạc, phát trực tuyến |
| No nê | - Phát hành: 15 tháng 7 năm 2021 - Hãng: Suboi Entertainment - Định dạng: Tải nhạc, phát trực tuyến |

### Đĩa mở rộng
| Tên | Chi tiết                                                                                             |
| --- | --- |
| 2.7 | - Phát hành: 31 tháng 10 năm 2017 - Hãng: Suboi Entertainment - Định dạng: Tải nhạc, phát trực tuyến |

### Đĩa đơn

#### Là nghệ sĩ chính
| Tựa đề                                        | Năm  | Album                     |
| --------------------------------------------- | ---- | ------------------------- |
| "Walk"                                        | 2010 | Walk                      |
| "Rainbow"                                     | 2010 | Walk                      |
| "Những Đứa Bạn"                               | 2010 | Walk                      |
| "Away"                                        | 2010 | Walk                      |
| "Quê Hương Việt Nam" (với Anh Khang)          | 2010 | Đĩa đơn không thuộc album |
| "1000 Watts                                   | 2012 | Đĩa đơn không thuộc album |
| "Run"                                         | 2012 | Run                       |
| "Nói Với Em"                                  | 2013 | Run                       |
| "Trời Cho" (hợp tác với Hoàng Touliver)       | 2015 | Đĩa đơn không thuộc album |
| "Đời"                                         | 2016 | Đĩa đơn không thuộc album |
| "Lắm Mồm"                                     | 2016 | Đĩa đơn không thuộc album |
| "Lời Thỉnh Cầu" (hợp tác với Mino & The Band) | 2017 | 2.7                       |
| "Người Ta Hiểu" (hợp tác với Mino & The Band) | 2017 |                           |
| "N-Sao"                                       | 2018 | No Nê                     |
| "Công"                                        | 2018 | No Nê                     |
| "Cho Không"                                   | 2019 | No Nê                     |
| "Bet On Me"                                   | 2019 | No Nê                     |
| "Cả Ngàn Lời Chúc" (với Rhymastic)            | 2021 | Đĩa đơn không thuộc album |
| "Sickerrr"                                    | 2021 | No Nê                     |
| "Together" (hợp tác với Gavin.D)              | 2021 | Đĩa đơn không thuộc album |
| "Dâu Thiên Hạ"                                | 2024 | Đĩa đơn không thuộc album |

#### Là nghệ sĩ nổi bật
| Tựa đề                                                                                | Năm  | Album                     |
| ------------------------------------------------------------------------------------- | ---- | ------------------------- |
| "Xin Hãy Thứ Tha" (Hồ Ngọc Hà hợp tác với Suboi)                                      | 2009 | The First Single          |
| "I Love Vietnam" (Antoneus Maximus hợp tác với Suboi, Hà Okio, Thảo Trang, Thanh Bùi) | 2012 | Đĩa đơn không thuộc album |
| Too Proud (Utada Hikaru cùng EK (Hàn Quốc), XZT (Trung Quốc) và Suboi)                | 2019 | Đĩa đơn không thuộc album |
| "Người Ơi Người Ở Đừng Về (Đức Phúc hợp tác với Suboi)                                | 2021 |                           |
| "Đôi Khi" (Nodey hợp tác với Suboi)                                                   | 2021 | :-)                       |

## MV
- Dâu thiên hạ (2024)
- 1000 watts
- Away (Rời xa)
- Bet on me
- Cả ngàn lời chúc (với Rhymastic)
- Chất riêng của tôi
- Cho không
- Công
- Đôi khi (với Nodey)
- Đời
- Đừng ngoảnh lại (với Lưu Thiên Hương, Cường Seven)
- I know (với Kimmese)
- I love Vietnam (với Antoneus Maximus, Hà Okio, Thảo Trang, Thanh Bùi)
- Lời thỉnh cầu
- Người ơi người ở đừng về (với Đức Phúc)
- Người ta hiểu (với Mino & The Band)
- N-Sao
- Phiên bản khác (Version of you) (với Trang Pháp)
- Quậy đáng yêu
- Quê hương Việt Nam (với Anh Khang)
- Run
- Together (Với Gavin.D, Liên Quân Mobile)
- Sống thật một cá tính (với Gil Lê, Đông Nhi)
- Xin hãy thứ tha (với Hồ Ngọc Hà)

## Lưu diễn
- Run Live Concert (2012)
- Suboi - Lady Leshurr Concert (2013)

## Sự nghiệp điện ảnh

### Phim
| Năm  | Tựa đề                                      | Vai diễn | Ghi chú       |
| ---- | ------------------------------------------- | -------- | ------------- |
| 2014 | Đoạt hồn                                    | Hương    | Phim điện ảnh |
| 2016 | Siêu trộm                                   | Vi       | Phim điện ảnh |
| 2019 | Asia Rising: The Next Generation of Hip Hop | Chính cô | Phim tài liệu |

### Chương trình truyền hình
| Năm  | Chương trình | Vai trò         | Phát sóng | Chú thích |
| ---- | ------------ | --------------- | --------- | --------- |
| 2019 | Yo! MTV Raps | Khách mời       | MTV Asia  | Tập 2     |
| 2020 | Rap Việt     | Huấn luyện viên | HTV2      |           |
| 2023 | Rap Việt     | Giám khảo       | HTV2      |           |
| 2024 | Rap Việt     | Huấn luyện viên | HTV2      |           |

## Giải thưởng và đề cử
| Năm  | Giải thưởng                  | Hạng mục                                                   | Đề cử     | Kết quả   |
| ---- | ---------------------------- | ---------------------------------------------------------- | --------- | --------- |
| 2017 | ELLE Style Awards            | Nữ ca sĩ phong cách nhất của năm                           | Bản thân  | Đoạt giải |
| 2019 | MTV EMA                      | Nghệ sĩ Đông Nam Á xuất sắc nhất (Best Southeast Asia Act) | Bản thân  | Đề cử     |
| 2020 | Clipped Music Video Festival | Best New Zealand Video                                     | Cho Không | Đoạt giải |